# Ebola a Espanya
L'ebola a Espanya va aparèixer de diverses formes i de manera puntual durant el brot d'ebola a Àfrica Occidental el 2014. Des de la seva identificació el 1976, mai s'havia produït un cas de contagi humà del virus de l'Ebola fora del continent africà —excepte casos no mortals del cep Reston ebolavirus als Estats Units i Filipines— fins al d'una auxiliar d'infermeria de l'Hospital Carlos III de Madrid, informat el dia 6 d'octubre del 2014 i produït en sòl espanyol.

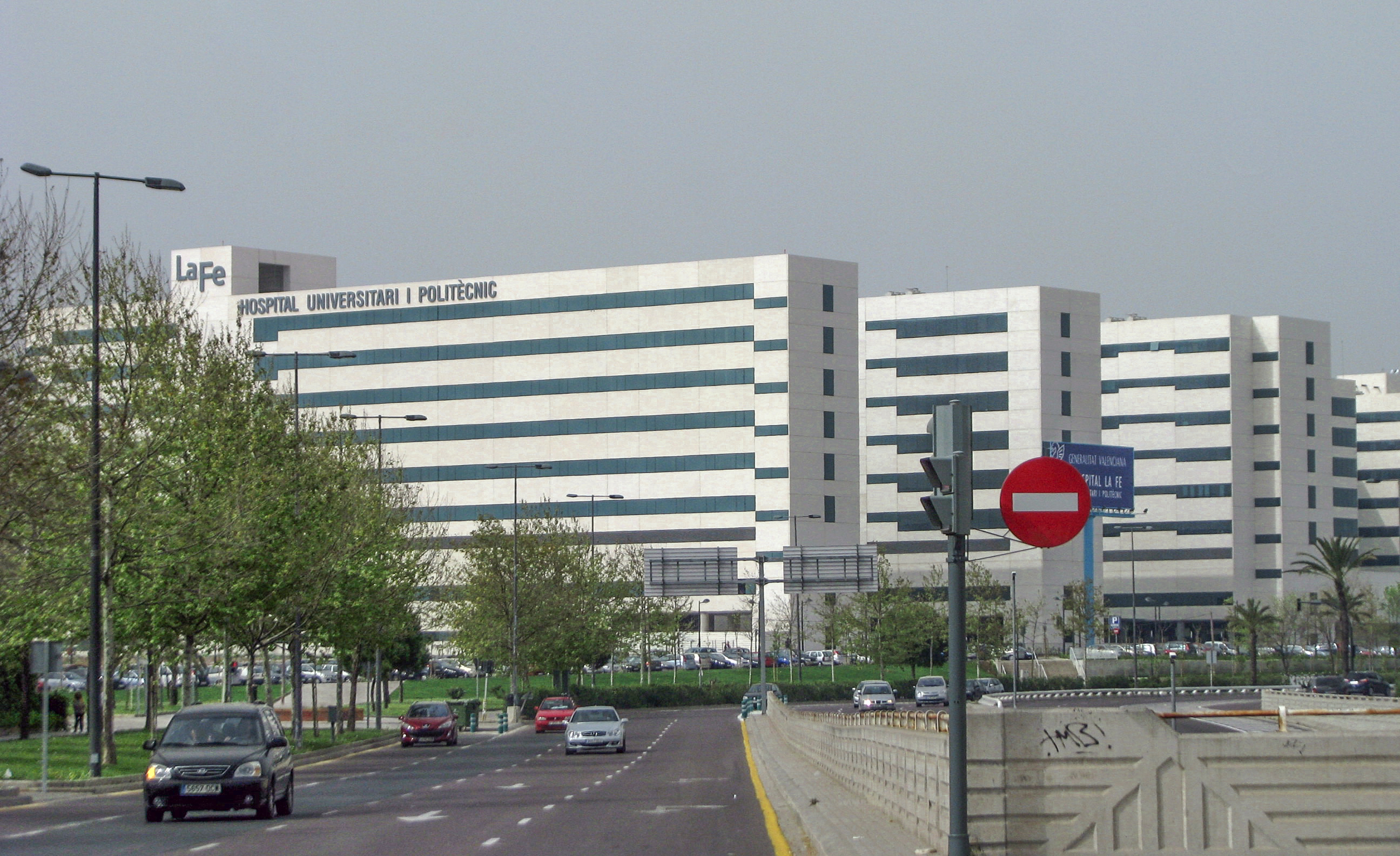
Hospital La Fe de València.

Un dia abans de la comunicació del primer contagi, un estudi va situar al país europeu com a 19è dels 30 estats amb major risc de contagi.
El 2 de desembre, després de passar 42 dies des de la recuperació de l'auxiliar d'infermeria contagiada i a l'espera de donar per finalitzada la quarantena d'una cooperant de Metges Sense Fronteres, l'OMS va comunicar al ministeri de Sanitat, Serveis Socials i Igualtat que Espanya havia passat a considerar-se «país lliure d'ebola».

## Casos

### Falsa alarma d'ebola a València
A Europa, el protocol per sospita d'ebola es va activar per primera vegada a la història a València (Espanya), el 25 de juny del 2014. El pacient que va fer saltar l'alarma, passatger d'un vol procedent del Marroc, va ser traslladat a l'hospital La Fe de València, fins que se li va donar l'alta. Segons el Centre Europeu per a la Prevenció i Control de Malalties (ECDC), era l'únic cas sospitós registrat a nivell europeu fins aquell moment.

### Primera repatriació
Els Estats haurien d'estar preparats per facilitar l'evacuació i repatriació dels seus ciutadans (per exemple, professionals sanitaris) que hagin estat exposats al virus de l'Ebola.  
Un mes després de la falsa alarma a València per un possible contagi de l'Ebola, finalment es va confirmar un cas. El 5 d'agost de 2014, l'Ordre Hospitalària de Sant Joan de Déu va confirmar que Miguel Pajares, un espanyol religiós de 75 anys, natural de Toledo, que es trobava a la República de Libèria participant les labors de control de l'epidèmia d'ebola que assotava aquest país el 2014, s'havia contagiat. Pajares va ser repatriat a Espanya el 7 d'agost de 2014, al costat de la religiosa hispà-ecuatoguineana Juliana Bonoha, mitjançant un avió medicalitzat de la UMAER (Unitat d'Aeroevacuació Mèdica) de l'Exèrcit de l'Aire Espanyol. Va ser una operació que es va dur a terme en 48 hores. Pajares i Bonoha van ser aïllats i tractats a l'Hospital Carlos III de Madrid, i a Pajares se li va aplicar el sèrum experimental enviat des dels EUA però malgrat això va morir als pocs dies, el 12 d'agost de 2014. Pel que f a la germana Juliana Bonoha, es va confirmar que no estava infectada i li va ser donada l'alta el 28 d'agost.

### Alarmes a Salamanca, Alacant i Basurto
El 12 d'agost ingressà a l'Hospital Clínic Universitari de Salamanca un jove nigerià amb quadre febril. Es va activar el protocol d'aïllament, mantenint el pacient en una habitació al sisè pis del comlpex hospitalari. Després de fer les proves d'ebola i malària, es van descartar ambdues malalties. De la mateixa manera, el 25 d'agost, una dona procedent del Gabon va anar a urgències del mateix centre hospitalari, després d'haver estat ingressada per febre. Després de les proves pertinents, els metges van comunicar que no patia «els criteris epidemiològics establerts», descartant així que la pacient patís la malaltia.
El 16 d'agost va ser ingressat a l'Hospital Universitari de Sant Joan d'Alacant (enviat des de l'Hospital General Universitari d'Alacant) un home d'origen nigerià, amb símptomes de poder tenir ebola, la qual cosa més tard va ser descartada com una falsa alarma.
El 18 d'agost del 2014, tot i que l'afectat va informar des d'un primer moment que la seva malaltia era malària, el Servei Basc de Salut va activar el protocol d'actuació contra l'ebola i va aïllar a l'Hospital Universitari Basurto (Bilbao) a aquesta persona, que presentava un quadre de febre. El malalt tornava d'un viatge a Nigèria i Sierra Leone. També aquest cas va resultar una falsa alarma.

### Principis de setembre
Ja a principis de setembre, es van seguir informant nous possibles casos d'ebola a Pamplona, Mallorca i Murcia, que després van ser descartats.

### Segona repatriació
El 20 de setembre, es va confirmar que un altre missioner espanyol, Manuel García Viejo, director mèdic de l'Hospital Sant Joan de Déu de Lunsar, Sierra Leone, també estava infectat d'ebola. El religiós i l'Ordre Hospitalària de Sant Joan de Déu van demanar la seva repatriació a Espanya. Va ser traslladat a Espanya i va morir el 25 de setembre del 2014.

### Primer cas de contagi a Espanya

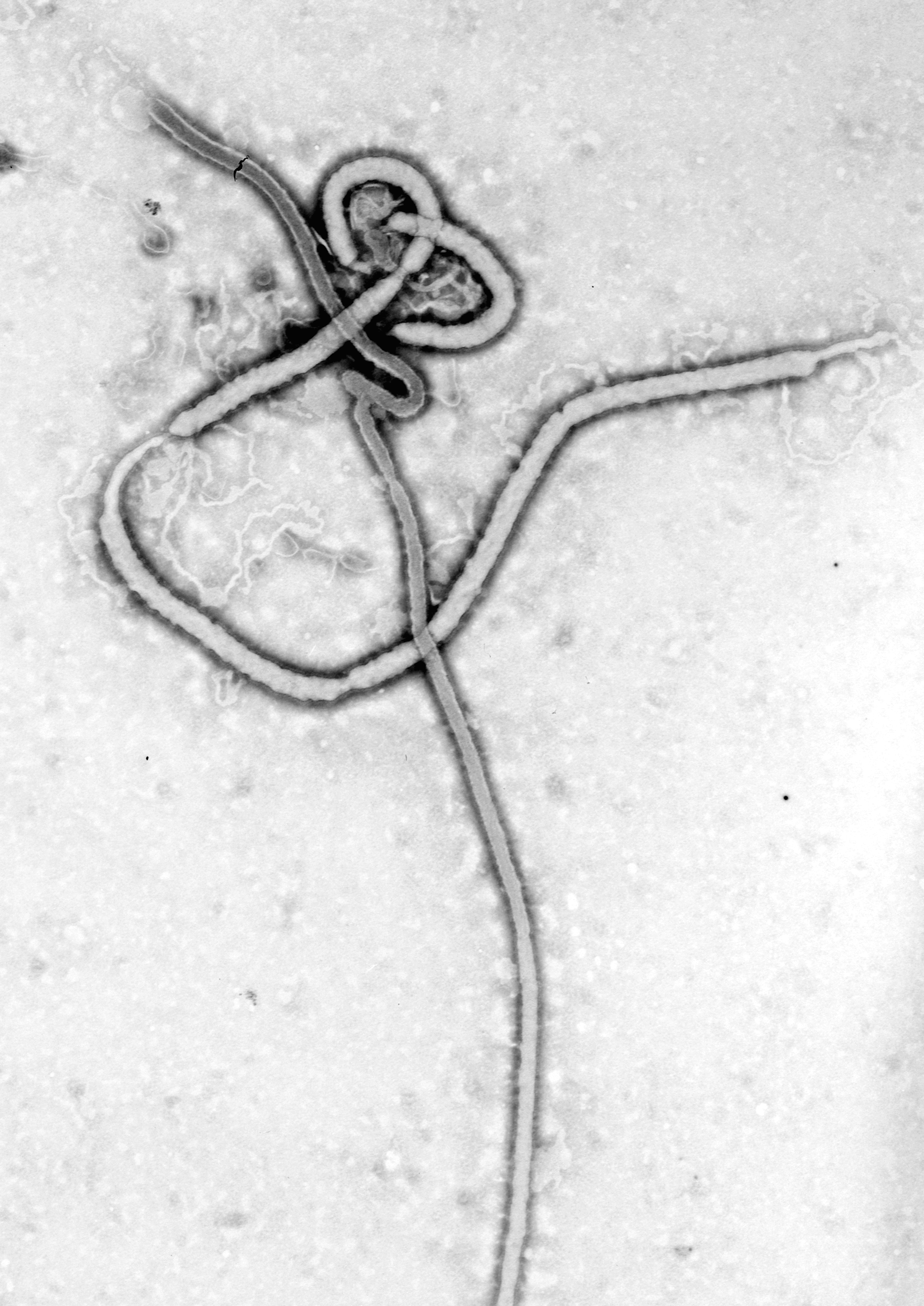
Micrografía electrònica d'una partícula viral o virió de l'Ebola.

El 6 d'octubre, es va informar que una de les auxiliars d'infermeria de l'Hospital Carlos III que havia atès al missioner Manuel García Viejo havia estat contagiada, segons anunciava una primera prova realitzada a la treballadora sanitària. Es tractava així del primer cas de contagi al territori nacional i a Europa. La pacient, de nom María Teresa Romero Ramos, va ingressar amb febre a les urgències de l'Hospital Universitari Fundació d'Alcorcón i, remesa a l'Institut Carlos III, va donar positiu a la primera i segona prova.
Segons fonts sanitàries, es va activar el protocol davant un cas d'ebola. Posteriorment, la Comissió Europea va sol·licitar informació sobre el protocol que es va dur a terme amb el missioner repatriat, i com havia estat possible el contagi si, en teoria, es va realitzar correctament.
El 7 d'octubre, tres casos més es mantenien en estudi. El marit de l'auxiliar d'infermeria infectada, Javier Limón i un enginyer que va viatjar a la zona del brot estaven aïllats en centres hospitalaris de Madrid. Aquest últim va donar negatiu en una primera anàlisi i es creia la possibilitat que patís malària. El tercer cas va ser el d'una, també, infermera de l'Hospital Carlos III que va atendre els dos repatriats. Va presentar quadre de diarrea i no tenia febre, però les autoritats sanitàries també van activar el protocol d'actuació. Després de realitzar la proves pertinents, Sanitat va descartar el contagi d'aquesta segona infermera.
L'auxiliar d'infermeria contagiada va rebre com a tractament experimental el sèrum immunològic de Paciencia Melgar, missionera que va superar la malaltia després de contagiar-se a la ciutat liberiana de Monròvia, després de descartar el sèrum experimental ZMapp, ja que estava esgotat. En comptes d'això, se li va subministrar el fàrmac antiviral experimental Favipiravir, en dosis mai abans usades amb altres pacients. Així mateix, les autoritats van comunicar que desinfectarien les zones comunes de la finca on viu la contagiada i que sacrificarien el gos amb el qual vivia i que seguia a l'habitatge.
Aquest mateix dia, infermeres de l'Hospital d'Alcorcón van denunciar que la infectada per ebola va ser tractada a les urgències de l'hospital sense mesures de seguretat i que la gerència de l'hospital no informava del cas als metges i infermers. La forma de comunicar-se, segons declara el propi personal sanitari, era a través d'un grup de Whatsapp. Fins al moment de la confirmació del contagi, la pacient estava aïllada per un paravent i un parell de cintes de seguretat i atesa per personal sense cap tipus de protecció. El personal sanitari que la va atendre no va utilitzar cap tipus de vestit individual de bioseguretat. Tan sols algun infermer va utilitzar una mascareta per entrar a la seva habitació. Finalment, asseguren que es va derivar a l'auxiliar d'infermeria des de l'Hospital Carlos III fins al seu de referència, el d'Alcorcón, dient-li que «si donava positiu tornés al Carlos III».

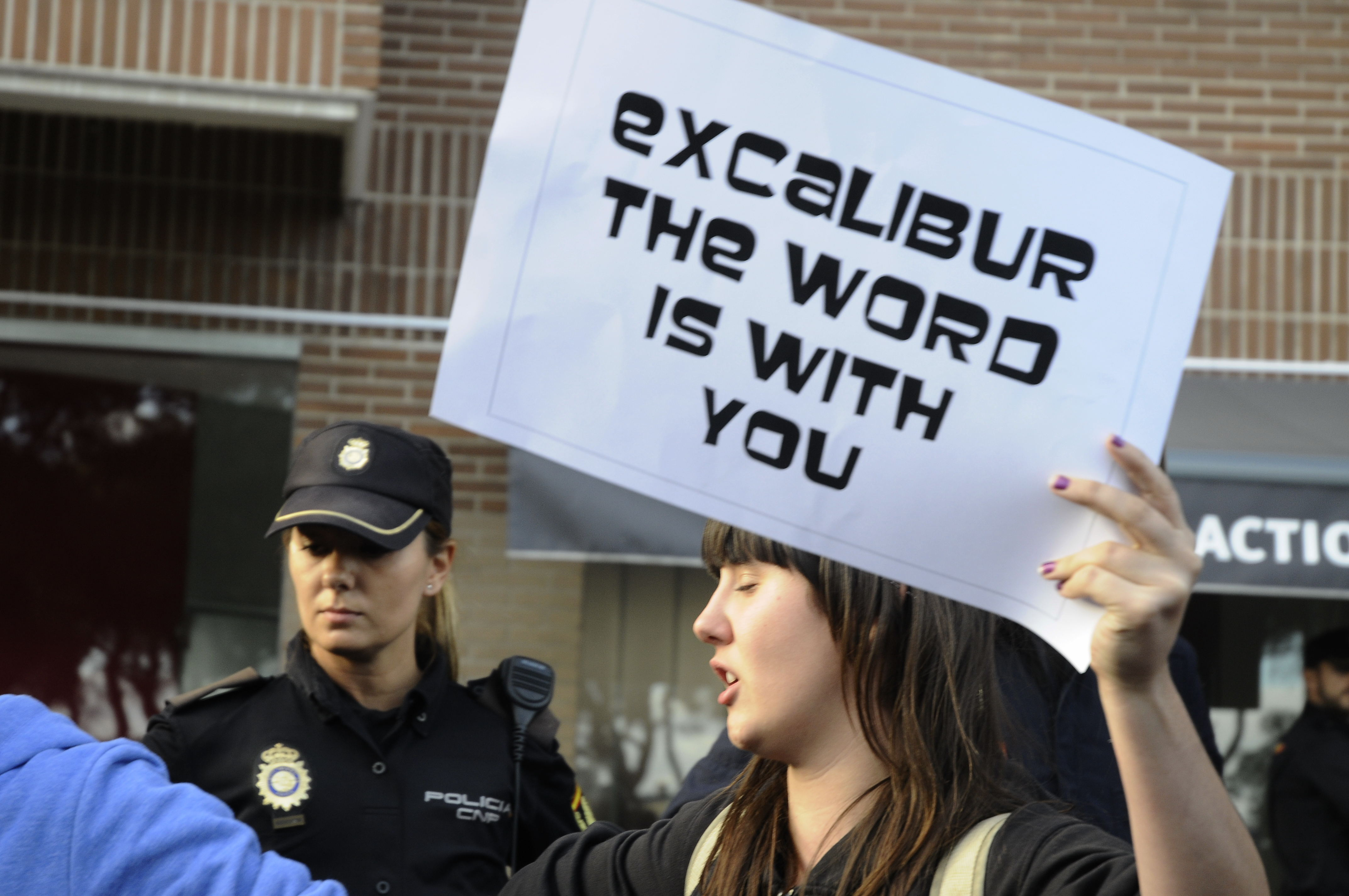
Protestes en contra del sacrifici d'Excalibur a Alcorcón.

El 8 d'octubre, el cap de Medicina Interna de l'Hospital Universitari La Paz, Germán Ramírez, va assegurar que la pròpia pacient li va dir que era possible que el contagi s'hagués produït en llevar-se el vestit de bioseguretat, ja que l'auxiliar d'infermeria «ha comunicat la possibilitat que pogués haver-hi hagut un contacte en retirar-se els guants i que haguessin pogut contactar amb la cara». Així mateix es va conèixer que el metge de capçalera de la contagiada li va comunicar que tenia la grip i que l'Hospital Carlos III va mantenir contacte telefònic amb la seva treballadora durant cinc dies sabent que presentava quadre febril, però no va valorar la possibilitat d'un contagi del virus de l'ebola. Dues perruqueres que van depilar l'auxiliar d'infermeria quan presentava símptomes de contagi es van trobar en observació, juntament amb 84 persones amb seguiment actiu.
Malgrat les concentracions del Partit Animalista Contra el Maltractament Animal i altres animalistes, el gos de la contagiada, de nom Excalibur, va ser sacrificat la tarda del dimecres per les autoritats madrilenyes, que es van emparar en la ratificació del Jutjat contenciós administratiu número 2 de Madrid. El president del Govern, Mariano Rajoy, va assegurar que les autoritats de la Unió Europea aplaudeixen la gestió espanyola de la crisi vírica i va recolzar públicament la ministra de Sanitat, Ana Mato. Malgrat la hipòtesi del contagi per un mal ús dels guants, la Fiscalia de Madrid va obrir diligències per esclarir les circumstàncies del contagi. La Conselleria de Sanitat de la Comunitat de Madrid va contractar una empresa de desinfecció perquè comencés la nit del dia 8 la neteja del box en el qual va estar la contagiada a l'Hospital d'Alcorcón.
El 9 d'octubre, l'estat de salut de l'auxiliar d'infermeria contagiada va empitjorar, arribant a necessitar intubació i havent de superar una fallada respiratòria, segons va assegurar el seu propi germà. Es va conèixer que els catorze metges que l'atenien provarien un altre tractament amb la pacient. El conseller de Sanitat de la Comunitat de Madrid, Javier Rodríguez, va detallar, en una intervenció davant l'Assemblea de Madrid, que María Teresa Romero està en una situació «molt crítica» i el president de la Comunitat de Madrid, Ignacio González, va dir que la vida de la contagiada «està en greu perill». El nombre de persones en observació a l'Hospital Carlos III va augmentar a vuit i el nombre de ciutadans sota seguiment actiu a 84. Els nous ingressats voluntàriament en observació van ser dos doctors de l'Hospital d'Alcorcón, un infermer i un facultatiu i van ser donats d'alta un auxiliar d'infermeria que va atendre a la contagiada i l'enginyer espanyol que va arribar de Nigèria amb quadre febril. Un dels metges d'Alcorcón en observació va denunciar les fallades reiterades en el protocol de seguretat.
Aquell mateix dia, es van donar a conèixer diverses reaccions en el camp polític. El Partit Popular, partit del govern, va anunciar que no creia que hi hagés hagut una «relaxació» amb el protocol, sinó una mala actuació de l'auxiliar d'infermeria. Així mateix, el portaveu del Grup Parlamentari Socialista al Congrés dels Diputats, Antonio Hernando, va demanar al president Rajoy que presidís ell el comitè de crisi i no la ministra Mato. Va justificar aquesta petició per l'«alarma social» i per «millorar la coordinació, organització i informació».
En els dies posteriors, es va confirmar una «lleu millora» de la contagiada. Marta Arsuaga, membre de l'equip mèdic del Carlos III, va assegurar que Teresa «està estable» i que, durant el tractament, havia rebut diverses infusions de plasma de la germana Paciencia Melgar i d'una altra religiosa de la mateixa congregació. Així mateix, va tranquil·litzar la població, perquè segons la doctora, «és molt més contagiosa la grip o l'hepatitis» que l'ebola.
El 15 d'octubre, la contagiada va poder parlar amb el seu marit, que seguia ingressat a l'hospital. La portaveu de la família va explicar que tenia «llacunes» i no recordava «moltes coses». Segons va assegurar la ministra de Sanitat, Ana Mato, la pacient es trobava estable dins de la gravetat.
El 16 d'octubre, el portaveu del Comitè especial per a l'ebola convocat pel Govern, Fernando Simón, va informar que una de les 68 persones que havien estat en contacte amb l'auxiliar d'infermeria va desenvolupar un quadre febril aquell mateix matí i va ser ingressat «immediatament» a les instal·lacions de l'Hospital Carlos III. Simón també va comunicar que Teresa Romero tenia una menor càrrega vírica i que els òrgans que tenia afectats «sembla que van millorant». Respecte als 15 ingressats en quarantena per alt risc, va dir que es trobaven asimptomàtics. També es va donar a conèixer que un missioner que va arribar l'11 d'octubre des de Libèria va ser ingressat en el mateix complex hospitalari, ja que superava la temperatura establerta al protocol (37,6 °C).
El 19 d'octubre, l'auxiliar d'infermeria de l'Hospital Carlos III, Romero va donar negatiu —zero càrrega viral— en la prova PCR. Després d'aquesta primera prova i a l'espera de la segona de confirmació, es va ratificar per primera vegada en 13 dies que no existia cap persona afectada per ebola en tot el territori espanyol.
El 21 d'octubre l'equip mèdic de l'Hospital Carlos III va comunicar que les quatre PCR realitzades a Teresa Romero havien donat negatiu, confirmant que no existia en el seu cos cap tipus de patogen. Els metges van comunicar que «es compleixen els criteris de recuperació de l'OMS». L'1 de novembre va ser formalment donada d'alta i va abandonar l'aïllament.

### Alertes a l'aeroport de Barajas i Tenerife
El 16 d'octubre es va activar a l'Aeroport Adolfo Suárez Madrid-Barajas el protocol d'emergència per un possible cas d'ebola. Un passatger que efectuava el trajecte París-Madrid en un avió d'Air France va sentir, durant el transcurs del viatge, mal de cap, tremolors i malestar general, la qual cosa va fer que la tripulació avisés immediatament les autoritats sanitàries espanyoles. L'home va volar a París des de Lagos, a Nigèria, una de les zones de contagi a l'Àfrica Occidental.
Segons afirmava Aena, el pilot de l'avió va alertar de la situació a les autoritats de l'aeroport madrileny, que van activar el protocol sanitari. Com a conseqüència, el vol va ser aterrat, es va desembarcar a la resta del passatge i un metge del servei de Sanitat Exterior va examinar el possible contagiat. D'acord amb el protocol, l'home va ser traslladat a l'Hospital Carlos III, on va romandre aïllat i se li van realitzar les proves pertinents. L'avió va sortir des de l'Aeroport de París-Charles de Gaulle a les 9.35 hores del matí i va aterrar a Barajas a les 11.30 hores.
Així mateix, les autoritats de Tenerife van activar també el protocol d'emergència després de l'ingrés d'un cooperant de Creu Roja que va arribar de Sierra Leone el 12 d'octubre i que tenia febre. El sanitari va estar en contacte directe amb pacients d'ebola al país africà. Va ser ingressat a l'Hospital Universitari Nostra Senyora de Candelaria, juntament amb el seu fill i la seva dona. Aquests últims van ser també ingressats per precaució.

### Repatriació d'una cooperant d'MSF
El 20 de novembre el govern espanyol va anunciar la repatriació d'una metge cooperant de Metges Sense Fronteres (MSF) a Bamako, Mali. La metge es va punxar accidentalment amb l'agulla amb la qual posava una injecció a un malalt d'ebola, davant la possibilitat de contagi amb la malaltia es va determinar la seva repatriació per prevenció. Com en els casos anteriors, va ser ingressada i posada en quarantena a l'Hospital Carlos III de Madrid. L'1 de desembre no presentava símptomes de contagi per ebola.